# Menhir von Dodendorf
Der Menhir von Dodendorf war wahrscheinlich ein vorgeschichtlicher Menhir bei Dodendorf, einem Ortsteil der Gemeinde Sülzetal im Landkreis Börde, Sachsen-Anhalt.

## Lage
Der Stein befand sich bei der Wüstung Ottmersleben, gegenüber der Mühle von Dodendorf.

## Beschreibung
Der Stein wurde 1679 im Zuge einer Landverleihung erwähnt. Angaben zu Material, Form und Maßen liegen nicht vor.
Funde aus der Umgebung des Steins stammen aus der Vollbronzezeit.